# NGC 6686
NGC 6686 (również PGC 62224) – zwarta galaktyka (C), znajdująca się w gwiazdozbiorze Lutni. Odkrył ją Edward D. Swift 29 maja 1887 roku.
W galaktyce tej zaobserwowano supernową SN 2009eq.